# Hải cẩu lông mao Galápagos
Hải cẩu lông mao Galápagos (Arctocephalus galapagoensis) là một loài động vật có vú trong họ Otariidae, bộ Ăn thịt. Loài này được Heller mô tả năm 1904. Loài này sinh sống và sinh sản trên quần đảo Galápagos. Chúng là loài nhỏ nhất trong họ. Chúng có bộ lông màu nâu hơi xám. Con đực trưởng thành dài trung bình 1,5 m và cân nặng 64 kg. Con cái dài trung bình 1,2 m và cân nặng 28 kg. Chúng dành nhiều thời gian bên ngoài nước hơn các loài hải cẩu khác. Trung bình chúng dành 70% thời gian trên cạn. Chúng là loài bản địa quần đảo Galápagos với một quần thể ở bắc Peru. Chúng sinh hoạt trên các bãi biển đá có xu hướng hướng về phía tây.